# Grijze glansspreeuw
De grijze glansspreeuw (Lamprotornis unicolor) is een vogelsoort uit de familie Sturnidae.

## Verspreiding en leefgebied
Deze soort komt voor in het zuiden van Kenia en Tanzania.
1. ↑  (en) Grijze glansspreeuw op de IUCN Red List of Threatened Species.